# 로저 B. 채피

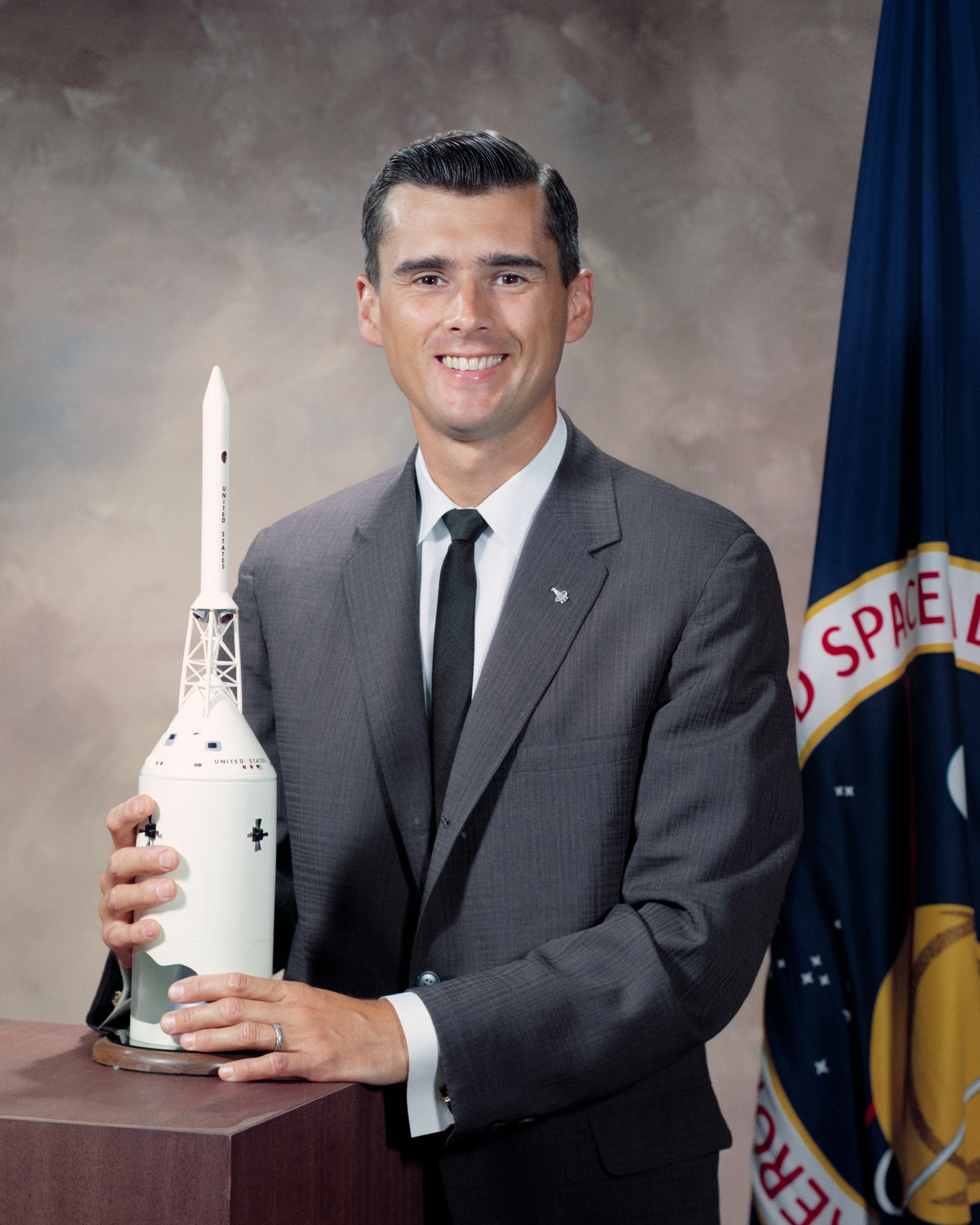
1964년 모습

로저 B. 채피(Roger B. Chaffee, 본명: 로저 브루스 채피, Roger Bruce Chaffee, /ˈtʃæfiː/; 1935년 2월 15일 – 1967년 1월 27일)는 미국의 해군 장교, 비행사, 항공 엔지니어였으며 NASA의 아폴로 계획의 우주 비행사였다.
채피는 미시간주 그랜드래피즈에서 태어나 그곳에서 이글 스카우트가 되었다. 그는 1953년 중앙 고등학교를 졸업하고 NROTC(해군 예비군 장교 훈련단) 장학금을 받았다. 그는 일리노이 공과대학교에서 대학 교육을 시작했으며 그곳에서 피 카파 시그마(Phi Kappa Sigma) 형제회에 참여했다. 그는 1954년 퍼듀 대학교로 편입하여 Phi 카파 시그마(Kappa Sigma)에 계속 참여하고 개인 조종사 면허를 취득했다.
1957년 퍼듀 대학교를 졸업하고 항공우주공학 학사 학위를 취득한 후 채피는 해군 훈련을 마치고 소위로 임관했다. 그는 플로리다 주 펜사콜라 해군 비행장에서 T-34, T-28, A3D와 같은 비행 항공기 조종사 훈련을 시작했다. 그는 VAP-62(Heavy Photographic Squadron 62)의 품질 및 안전 통제 책임자가 되었다. 이 부대에서 그의 시간에는 쿠바 미사일 위기 동안 쿠바의 중요한 사진을 찍어 에어 메달을 획득하는 것이 포함되었다. 1966년에 소령으로 승진했다.
13명의 다른 조종사들과 함께 채피는 1963년 NASA 우주 비행사 그룹 3의 일원으로 우주비행사로 선발되었다. 그는 제미니 3호 및 제미니 4호 임무를 위한 캡슐 커뮤니케이터(CAPCOM)로 근무했으며 1966년 세 번째 우주비행사로 첫 우주 비행 임무를 받았다. (아폴로 1호의 조종사) 1967년 그는 동료 우주비행사인 버질 "거스" 그리섬, 에드 화이트와 함께 당시 케이프 케네디 공군 기지 발사 단지 34에서 임무를 위한 사전 발사 테스트 중 화재로 사망했다. 사후에 의회 우주명예훈장과 두 번째 항공훈장을 받았다.

## 같이 보기
- 우주비행 관련 사고와 사건 목록